# Harry M. Leonard
Harry Mills Leonard (* 22. Juni 1900 in Scranton, Pennsylvania; † 17. Dezember 1985 in Los Angeles, Kalifornien) war ein US-amerikanischer Tonmeister, der bei der 18. Verleihung der Academy Awards 1946 für einen Oscar nominiert war.

## Biografie
Leonard trat erstmals 1930 bei dem Abenteuerfilm A Devil with Women mit Victor McLaglen, Mona Maris und Humphrey Bogart in Erscheinung. Bis zu seiner nächsten Mitarbeit in einem Film sollten sechs Jahre vergehen, Hände hoch! hieß das Drama, das 1938 in Deutschland veröffentlicht wurde. Im Jahr 1936 war Leonard an weiteren 16 Filmen beteiligt, wovon Career Woman von Lewis Seiler den Schluss bildete. An zwanzig Filmen unterschiedlicher Couleur war Leonard 1937 beteiligt, beginnend mit Woman-Wise mit Rochelle Hudson und endend mit Eugene Fordes Filmkomödie Charlie Chan in Monte Carlo. Neben den Charlie-Chan-Filmen zählten in den folgenden Jahren Mr.-Moto-Filme und Filme des Komikerduos Laurel und Hardy zu den Produktionen, an denen der Tonmeister beteiligt war. 1944 sorgte Leonard bei Otto Premingers Filmdrama Laura mit Gene Tierney und Dana Andrews für den Ton. Der Film wurde mit einem Oscar ausgezeichnet und war für vier weitere nominiert. Mit Preminger arbeitete Leonard im Laufe seiner Karriere in weiteren sieben Filmen zusammen, mit Gene Tierney in sechs Filmen und mit Dana Andrews in vier.
1946 erhielt Leonard zusammen mit Fred Sersen, Roger Heman Sr. und Sol Halperin eine Oscar-Nominierung in der Kategorie „Beste Spezialeffekte“ für seine Leistung in dem biografischen Drama Die tollkühnen Abenteuer des Captain Eddie mit Fred MacMurray, Lynn Bari und Charles Bickford in den Hauptrollen. Sersen und Halperin waren für die fotografischen Effekte nominiert, Heman und Leonard für die Soundeffekte. Der Oscar ging jedoch an John P. Fulton und Arthur Johns und den Geisterfilm Der Wundermann. Fred Mac Murray war in weiteren Filmen auf der Besetzungsliste, an denen auch Leonard mitwirkte. So beispielsweise in dem Familiendrama Smoky, König der Prärie (1946), in dem auch Anne Baxter besetzt war, mit der er zwei Jahre zuvor das Kriegsdrama Der Sonntagsgast gedreht hatte. Mit Baxter sollte es in sechs weiteren Filmen zu einer Zusammenarbeit kommen.
In der Literaturverfilmung Amber, die große Kurtisane, traf er erneut mit Otto Preminger zusammen. In der Titelrolle ist Linda Darnell zu sehen, die in sechs weiteren Filmen auftrat, an denen Leonard beteiligt war. Zu dem Action-Drama Nachtclub-Lilly (1948) von Jean Negulesco trug Leonard mit seinem Sound bei. Mit Negulesco arbeitete er in zehn Filmen zusammen. In William A. Wellmans Western Herrin der toten Stadt (1948) begegnete er Anne Baxter wieder, ebenso in dem Western A Ticket to Tomahawk (1950) und in dem Krimidrama Frau am Abgrund (1950) Otto Preminger und Gene Tierney. Auch in dem Film noir Faustrecht der Großstadt (1950) von Otto Preminger mit Dana Andrews und Gene Tierney war Leonard mit von der Partie. Gene Tierney war auch in dem Western Vergeltung am Teufelssee (1951) in einer Hauptrolle besetzt, in dem Leonard am Sound mitarbeitete. Zu den Klassikern seines Genres zählt Robert Wises Science-Fiction-Film Der Tag, an dem die Erde stillstand (1951), zu dessen Erfolg Leonard im Sound Department beitrug. In Richard Brooks’ Kriminaldrama Die Maske runter (1952) gab es ein Wiedersehen mit Humphrey Bogart. Fünf Perlen (1952) ist der deutsche Titel einer Film-Anthologie, in der John Steinbeck ein Quintett von fünf von O. Henrys berühmtesten Geschichten aus seiner New Yorker Zeit vorstellt, und in der auch Anne Baxter wieder auf der Besetzungsliste und Leonard im Sound Department auftauchte. Zu Billy Wilders Filmkomödie Das verflixte 7. Jahr (1955) mit Marilyn Monroe trug Leonard ebenfalls seinen Teil bei. Marilyn Monroe war ihm bereits aus den Filmen A Ticket to Tomahawk, Versuchung auf 809 und Fünf Perlen bekannt. In dem Filmdrama Die linke Hand Gottes (1955) von Edward Dmytryk kam es zu einer weiteren Zusammenarbeit mit Humphrey Bogart und Gene Tierney und in der Literaturverfilmung Bus Stop (1956) mit Marilyn Monroe. Mit Dmytryk arbeitete Leonard in vier Filmen zusammen. Er war zudem an acht Filmen des Regisseurs Henry Hathaway beteiligt, an sechs Filmen von Henry Koster, an fünf Produktionen des Hollywood-Veterans Henry King und an vier von Samuel Fuller. Auch mit den Regisseuren Richard Fleischer, Lewis Milestone, Norman Foster, Anatole Litvak, Nunnally Johnson und Raoul Walsh arbeitete er mehrfach zusammen.
Achtmal stand der Schauspieler Richard Widmark auf der Besetzungsliste bei Filmen, an denen auch Leonard mitwirkte, fünfmal die Schauspielerinnen Claire Trevor und Jean Peters, viermal Gregory Peck, Joseph Cotten, Robert Ryan und Joanne Woodward, dreimal Loretta Young, Mitzi Gaynor, Dale Robertson, Anthony Quinn, Ray Milland, Henry Fonda, Maureen O’Hara, Tyrone Power, Paul Newman und Susan Hayward.
Mit dem Western The Legend of Custer, einer nicht verbürgten Episode im Leben von George Armstrong Custer, trat Leonard 1968 letztmals in Erscheinung. Die IMDb listet für ihn 305 Werke, Turner Classic Movies 341.
Harry M. Leonard, der mit Helen J. McClelland (1898–1983) verheiratet war, verstarb 1985 im Alter von 85 Jahren.

## Filmografie (Auswahl)
- 1930: A Devil with Women
- 1936: Hände hoch! (The Country Beyond)
- 1936: Charlie Chan beim Pferderennen (Charlie Chan at the Race Track)
- 1936: Ramona
- 1936: Charlie Chan in der Oper (Charlie Chan at the Opera)
- 1936: Crack Up
- 1936: Career Woman
- 1937: Woman-Wise
- 1937: Mitternachts-Taxe (Midnight Taxi)
- 1937: Charlie Chan bei den Olympischen Spielen (Charlie Chan at the Olympics)
- 1937: Mr. Moto und die Schmugglerbande (Think Fast, Mr. Moto)
- 1937: Charlie Chan am Broadway (Charlie Chan on Broadway)
- 1937: Charlie Chan in Monte Carlo (Charlie Chan at Monte Carlo)
- 1938: Mr. Moto und der Dschungelprinz (Mr. Moto Takes a Chance)
- 1939: Trommeln am Mohawk (Drums Along the Mohawk)
- 1940: Charlie Chan im Wachsfigurenkabinett (Charlie Chan at the Wax Museum)
- 1940: Charlie Chan – Mord über New York (Murder Over New York)
- 1941: Tall, Dark and Handsome
- 1941: Charlie Chan auf dem Schatzsucherschiff (Dead Men Tell)
- 1941: Charlie Chan in Rio
- 1941: Laurel und Hardy: Schrecken der Kompanie (Great Guns)
- 1941: Charlie Chan – Das Schloß in der Wüste (Castle in the Desert)
- 1942: Laurel und Hardy: Die Geheimagenten (A-Haunting We Will Go)
- 1943: Flicka (My Friend Flicka)
- 1943: Laurel und Hardy: Die Wunderpille (Jitterbugs)
- 1943: Guadalkanal – die Hölle im Pazifik (Guadalcanal Diary)
- 1943: Laurel und Hardy: Die Tanzmeister (The Dancing Masters)
- 1944: Sweet and Low-Down
- 1944: Laura
- 1944: Der Sonntagsgast (Sunday Dinner for a Soldier)
- 1945: Thunderhead – der vierbeinige Teufel (Thunderhead, Son of Flicka)
- 1945: Laurel und Hardy: Die Stierkämpfer (The Bullfighters)
- 1945: Die tollkühnen Abenteuer des Captain Eddie (Captain Eddie)
- 1945: Mord in der Hochzeitsnacht (Fallen Angel)
- 1946: Feind im Dunkel (Fallen Angel)
- 1946: Irgendwo in der Nacht (Somewhere in the Night)
- 1946: Smoky, König der Prärie (Smoky)
- 1947: Amber, die große Kurtisane (Forever Amber)
- 1947: Endspurt (The Homestretch)
- 1948: Rache ohne Gnade (Fury at Furnace Creek)
- 1948: Nachtclub-Lilly (Road House)
- 1948: Die Schlangengrube (The Snake Pit)
- 1948: Herrin der toten Stadt (Yellow Sky)
- 1949: Gefahr in Frisco (Thieves’ Highway)
- 1950: Frau am Abgrund (Whirlpool)
- 1950: A Ticket to Tomahawk
- 1950: Faustrecht der Großstadt (Where the Sidewalk Ends)
- 1950: Der gebrochene Pfeil (Broken Arrow)
- 1950: Der Held von Mindanao (American Guerrilla in the Philippines)
- 1950: Vorposten in Wildwest (Two Flags West)
- 1951: The House on Telegraph Hill
- 1951: Vergeltung am Teufelssee (The Secret of Convict Lake)
- 1951: Der Tag, an dem die Erde stillstand
- 1951: Die Piratenkönigin (Anne of the Indies)
- 1951: Let’s Make It Legal
- 1951: Der letzte Angriff (Fixed Bayonets!)
- 1951: Cornelia tut das nicht (Elopement)
- 1951: Entscheidung vor Morgengrauen (Decision Before Dawn)
- 1952: Die Maske runter (Deadline – U.S.A.)
- 1952: Gesetz der Peitsche (Kangaroo)
- 1952: Schwarze Trommeln (Lydia Bailey)
- 1952: Lockruf der Wildnis (Lure of the Wilderness)
- 1952: Versuchung auf 809 (Don’t Bother to Knock)
- 1952: Fünf Perlen (O. Henry’s Full House)
- 1952: Der rote Reiter (Pony Soldier)
- 1952–1965: The Jack Benny Programm (Fernsehshow, 10 Folgen)
- 1953: Die silberne Peitsche (The Silver Whip)
- 1953: Im Reiche des goldenen Condor (Treasure of the Golden Condor)
- 1953: Durch die gelbe Hölle (Destination Gobi)
- 1953: Polizei greift ein (Pickup on South Street)
- 1953: Der neue Sheriff (Powder River)
- 1953: Gefährliche Überfahrt (Dangerous Crossing)
- 1953: Die Geier von Carson City (City of Bad Men)
- 1953: Weiße Frau am Kongo (White Witch Doctor)
- 1954: Kampf am roten Fluß (The Siege at Red River)
- 1954: Der Würger von Coney Island (Gorilla at Large)
- 1954: Unter zwei Flaggen (The Raid)
- 1954: Fluß der Rache (The Gambler from Natchez)
- 1955: König der Schauspieler (Prince of Players)
- 1955: Die Unbezähmbaren (Untamed)
- 1955: Daddy Langbein (Daddy Long Legs)
- 1955: Treffpunkt Hongkong (Soldier of Fortune)
- 1955: Das verflixte 7. Jahr (The Seven Year Itch)
- 1955: Die jungfräuliche Königin (The Virgin Queen)
- 1955: Alle Herrlichkeit auf Erden (Love is a Many Splendored Thing)
- 1955: Die linke Hand Gottes (The Left Hand of God)
- 1955: Drei Rivalen (The Tall Men)
- 1956: Karussell (Carousel)
- 1956: Der Mann im grauen Flanell (The Man in the Gray Flannel Suit)
- 1956: 23 Schritte zum Abgrund (23 Paces to Baker Street)
- 1956: Zwischen Himmel und Hölle (D-Day the Sixth of June)
- 1956: Bus Stop
- 1956: Der letzte Wagen (The Last Wagon)
- 1956: Feuertaufe (Between Heaven and Hell)
- 1956: Pulverdampf und heiße Lieder (Love Me Tender)
- 1956: The Girl Can’t Help It
- 1956: Anastasia
- 1957: Der Knabe auf dem Delphin (Boy on a Dolphin)
- 1957: Eine Frau, die alles weiß (Desk Set)
- 1957: Die große Liebe meines Lebens (An Affair to Remember)
- 1957: Giftiger Schnee (A Hatful of Rain)
- 1957: Vierzig Gewehre (Forty Guns)
- 1957: Duell im Atlantik (The Enemy Below)
- 1957, 1958: Perry Mason (Fernsehserie, 17 Folgen)
- 1958: Der lange heiße Sommer (The Long, Hot Summer)
- 1958: Ein Mann in den besten Jahren (10 North Frederick)
- 1958: Schieß zurück, Cowboy (From Hell to Texas)
- 1958: Bravados (The Bravados)
- 1958: Die Fliege (The Fly)
- 1958: Kampfflieger (The Hunters)
- 1959: Das Tagebuch der Anne Frank (The Diary of Anne Frank)
- 1959: Fluch des Südens (The Sound and the Fury)
- 1959: Der Zwang zum Bösen (Compulsion)
- 1959: Warlock
- 1959: Über den Gassen von Nizza (The Man Who Understood Women)
- 1959: Alle meine Träume (The Best of Everything)
- 1959: Die Krone des Lebens (Beloved Infidel)
- 1959: Sensation auf Seite 1 (The Story on Page One)
- 1960: Sieben Diebe (Seven Thieves)
- 1960: Versunkene Welt (The Lost World)
- 1966: Batman hält die Welt in Atem (Batman)
- 1966: Smoky, Freund aus der Wildnis (Smoky)
- 1968: The Legend of Custer

## Auszeichnungen
- 1946: Oscarnominierung für die Soundeffekte in dem Film Die tollkühnen Abenteuer des Captain Eddie